# フランス・キュルチュール
フランス・キュルチュール（France Culture）はラジオ・フランス運営のチャンネル。専門は文学・芸術・社会科学を含む文化。1946年、公共放送局の唯一のチャネルとして創設。自立した1958年の後、1963年には現在の名になった。放送用語はフランス語。プログラムは100以上を放送する。ポッドキャスト提供は放送されるプログラムに限らず、2012年10月から「France Culture Plus」より講座の録音などを提供する。